# La Fille du capitaine
Pour les articles homonymes, voir La Fille du capitaine (homonymie).
La Fille du capitaine (en russe : Капитанская дочка, Kapitanskaïa dotchka) est un roman publié par Alexandre Pouchkine en 1836.
Se déroulant au XVIIIe siècle, principalement dans les steppes situées au sud de l'Oural, il a pour thème les aventures et les amours de deux jeunes gens pris dans la tourmente de la révolte d'Emelian Pougatchev.
La Fille du capitaine est considéré comme l'un des premiers chefs-d'œuvre de la littérature russe.

## Résumé
Piotr Andréievitch Griniov a 17 ans quand son père décide de l'envoyer au service. Il découvre la situation dangereuse de la petite ville menacée par les troupes rebelles du chef cosaque Pougatchev, qui se fait passer pour le tsar Pierre III. À ce moment, le fort tombe aux mains des troupes de Pougatchev. Griniov et sa bien-aimée échappent seuls au massacre grâce à la mansuétude de Pougatchev, reconnaissant le jeune homme qui lui avait donné sa pelisse au début de l'histoire. Au bout de nombreuses péripéties, les deux jeunes gens parviennent à échapper au danger, malgré le fait que Chvabrine, le rival de Griniov, ait rallié le camp des rebelles...

## Analyse
Ce court roman, l'une des dernières œuvres de Pouchkine, a joué un rôle fondateur dans l'histoire de la littérature russe.
Ses plus grands mérites sont la simplicité et la justesse, marques du génie de Pouchkine. Nicolas Gogol a ainsi dit de La Fille du capitaine : « La pureté et l'absence d'artifice, sont poussées dans ce roman à un tel degré que c'est la réalité elle-même qui semble à côté artificielle et caricaturale. Pour la première fois on voit apparaître des caractères authentiquement russes : un simple commandant de fort, sa femme, un lieutenant, le fort lui-même avec son unique canon, l'absurdité de l'époque et la simple grandeur des gens simples, tout cela est non seulement la vérité vraie, mais pour ainsi dire mieux que la vérité. »
L'œuvre est aussi intéressante d'un point de vue historique. Pouchkine s'est documenté sur la révolte de Pougatchev, avec comme objectif d'en rédiger un compte-rendu historique : l'Histoire de Pougatchev restée à l'état d'ébauche. C'est ce qui lui permet de  mêler réalité historique et invention romanesque, parfois avec une part d'invraisemblance. Il brosse aussi un tableau de la société russe de la fin du XVIIIe siècle : organisation sociale et situation politique (soulèvements populaires, contestation dynastique, expansion de l'empire vers l'est). Le tableau de la Russie, de ses immenses steppes et de son climat extrême, constitue un autre centre d'intérêt du roman.
D'un point de vue psychologique, par contre, les personnages sont schématiques. Ainsi le jeune officier, qui est le personnage principal malgré le titre, est lisse, car presque parfait : courageux, fidèle et généreux. L'opposition entre bons et méchants a aussi un côté caricatural : d'un côté le fidèle précepteur, le courageux capitaine, sa douce et forte fille; de l'autre le traître, lâche et hypocrite Chvabrine.
Seul Pougatchev est plus complexe, cruel et magnanime à la fois, contrairement à la représentation officielle de l'époque. C'est sans doute que, comme Mazeppa ou le faux Dimitri, autres personnages historiques apparaissant dans l'œuvre de Pouchkine (respectivement dans Poltava et dans Boris Godounov), il est un symbole de l'impossible résistance à l'autocratie, un thème qui a toujours fasciné un écrivain constamment opprimé par les empereurs Alexandre Ier puis Nicolas Ier.

## Traductions
- Louis Viardot
  - A. Pouschkine, La Fille du capitaine, Paris, L. Hachette et Cie, 1853 (lire en ligne sur Gallica), réed. 1854, 1879, 1895, Librairie Hachette et Cie, Paris, 1901, lire en ligne sur Gallica
  - Alexandre Pouchkine, illustrations: Remo Squillantini, Éditions Les Deux Coqs d'or, Collection Étoile d'or, no 28, 1966

## Adaptations
- 1911 : Kapitanskaïa dotchka, opéra de César Cui.
- 1934 : Volga en flammes, de Victor Tourjansky, avec Albert Préjean, Danielle Darrieux, Valery Inkijinoff.
- 1947 : La Fille du capitaine (La figlia del capitano) du réalisateur Mario Camerini, avec Cesare Danova (Piotr) et Irasema Dilián (Macha).
- 1958 : La Tempête (La Tempesta), d'Alberto Lattuada, avec Geoffrey Horne (Piotr) et Silvana Mangano (Macha).
- 1959 : Kapitanskaïa dotchka de Vladimir Kaplounovsky, avec Oleg Strijenov (Piotr) et Iya Arepina (Macha).
- 1962 : La Fille du capitaine d'Alain Boudet, adaptation pour la télévision française, avec Victor Lanoux (Piotr) et Dominique Vilar (Macha)[3].
- 2000 : La Fille du capitaine d'Alexandre Prochkine, avec Mateusz Damiecki (Piotr) et Karolina Gruszka (Macha), Prix du Meilleur scénario décerné lors du Festival du cinéma russe à Honfleur, en 2000.
- 2005 : The Captain's Daughter, film d'animation de 28 minutes[4].

## Sources et liens externes
- Traduction de Maurice Quais (1899), en ligne sur la Bibliothèque russe et slave
- epi.univ-paris1.fr
- www.livredepoche.com
- journal-d-une-lectrice.over-blog.net
- le texte intégral : http://www.inlibroveritas.net/lire/oeuvre10508.html